# Моисеева, Татьяна Юрьевна
Татья́на Ю́рьевна Моисе́ева (7 сентября 1981, д. Шептаки (с. Моргауши), Чувашская АССР) — российская биатлонистка. Неоднократный призёр этапов Кубка мира по биатлону, чемпионка и многократный призёр чемпионатов мира по летнему биатлону.

## Спортивные достижения
Тренировалась у Г. Салдимирова. Дебют Татьяны Моисеевой в Кубке мира по биатлону состоялся в сезоне 2002/2003 на этапе в норвежском Холменколлене. В последующих сезонах она участвовала в гонках Кубка мира лишь изредка. Вследствие ухода или пауз большинства ведущих российских биатлонисток в сезоне 2006/2007 Татьяна Моисеева начала регулярно стартовать в Кубке мира. Её лучшими достижениями на конец этого сезона стали два вторых места в спринте и гонке преследования в Поклюке.
В 2001 Татьяна Моисеева завоевала по золотой медали в спринте и эстафете, а также по серебряной в индивидуальной гонке и в гонке преследования на юниорском чемпионате Европы во Французском Оте-Морьене. На всемирной Универсиаде 2003 года в итальянском Тарвизио стала второй в спринте и масс-старте, вместе со сборной России первенствовала в эстафете 3x6 км. В 2001 Татьяна Моисеева стала чемпионкой в индивидуальной гонке и в эстафете на чемпионате мира среди юниоров, проводившемся в Ханты-Мансийске.

## Кубок мира
- 2003—2004 — 77-е место (1 очко)
- 2006—2007 — 20-е место (310 очков)
- 2007—2008 — 20-е место (302 очка)

| \| 2007/08 Итоги \| 2007/08 Итоги \| Контиолахти \| Контиолахти \| Контиолахти \| Хохфильцен \| Хохфильцен \| Хохфильцен \| Поклюка \| Поклюка \| Поклюка \| Оберхоф \| Оберхоф \| Оберхоф \| Рупольдинг \| Рупольдинг \| Рупольдинг \| Антхольц \| Антхольц \| Антхольц \| ЧМ Эстерсунд \| ЧМ Эстерсунд \| ЧМ Эстерсунд \| ЧМ Эстерсунд \| ЧМ Эстерсунд \| ЧМ Эстерсунд \| Пхёнчхан \| Пхёнчхан \| Пхёнчхан \| Ханты-Мансийск \| Ханты-Мансийск \| Ханты-Мансийск \| Холменколлен \| Холменколлен \| Холменколлен \| \| Очков \| Место \| Инд \| Спр \| Пр \| Спр \| Пр \| Эст \| Инд \| Спр \| Эст \| Эст \| Спр \| МС \| Эст \| Спр \| Пр \| Спр \| Пр \| МС \| Спр \| Пр \| См \| Инд \| МС \| Эст \| Спр \| Пр \| См \| Спр \| Пр \| МС \| Спр \| Пр \| МС \| \| 299 \| 20 \| 2 \| 24 \| 32 \| 22 \| 17 \| 2 \| 9 \| 31 \| — \| 3 \| 36 \| 3 \| — \| 31 \| 27 \| 18 \| 14 \| 24 \| — \| — \| — \| 5 \| 19 \| 4 \| 5 \| 11 \| — \| — \| — \| — \| — \| — \| — \| \| 2006/07 Итоги \| 2006/07 Итоги \| Эстерсунд \| Эстерсунд \| Эстерсунд \| Хохфильцен \| Хохфильцен \| Хохфильцен \| Хохфильцен[2] \| Хохфильцен[2] \| Хохфильцен[2] \| Оберхоф \| Оберхоф \| Оберхоф \| Рупольдинг \| Рупольдинг \| Рупольдинг \| Поклюка \| Поклюка \| Поклюка \| ЧМ Антхольц \| ЧМ Антхольц \| ЧМ Антхольц \| ЧМ Антхольц \| ЧМ Антхольц \| ЧМ Антхольц \| Лахти \| Лахти \| Лахти \| Холменколлен \| Холменколлен \| Холменколлен \| Ханты-Мансийск \| Ханты-Мансийск \| Ханты-Мансийск \| \| Очков \| Место \| Инд \| Спр \| Пр \| Спр \| Пр \| Эст \| Инд \| Спр \| Эст \| Эст \| Спр \| Пр \| Эст \| Спр \| МС \| Спр \| Пр \| МС \| Спр \| Пр \| Инд \| См \| Эст \| МС \| Инд \| Спр \| Пр \| Спр \| Пр \| МС \| Спр \| Пр \| МС \| \| 310 \| 20 \| 46 \| 4 \| 13 \| — \| — \| — \| 30 \| 14 \| 2 \| — \| 13 \| 14 \| — \| 56 \| 26 \| 2 \| 2 \| 5 \| 48 \| 28 \| 22 \| — \| — \| 11 \| — \| 30 \| 32 \| 41 \| DNS \| 15 \| 31 \| 31 \| 25 \| \| 2003/04 Итоги \| 2003/04 Итоги \| Контиолахти \| Контиолахти \| Контиолахти \| Хохфильцен \| Хохфильцен \| Хохфильцен \| Осрблье \| Осрблье \| Осрблье \| Поклюка \| Поклюка \| Поклюка \| Рупольдинг \| Рупольдинг \| Рупольдинг \| Антхольц \| Антхольц \| Антхольц \| ЧМ Оберхоф \| ЧМ Оберхоф \| ЧМ Оберхоф \| ЧМ Оберхоф \| ЧМ Оберхоф \| Лэйк-Плэсид \| Лэйк-Плэсид \| Форт-Кент \| Форт-Кент \| Форт-Кент \| Холменколлен \| Холменколлен \| Холменколлен \| \| \| \| Очков \| Место \| Спр \| Эст \| Пр \| Спр \| Эст \| Пр \| Инд \| Спр \| Пр \| Спр \| Пр \| МС \| Эст \| Спр \| Пр \| Инд \| Спр \| МС \| Спр \| Пр \| Инд \| Эст \| МС \| Спр \| Пр \| Спр \| Пр \| МС \| Спр \| Пр \| МС \| \| \| \| 1 \| 77 \| 82 \| — \| — \| 71 \| — \| — \| 34 \| 30 \| 31 \| 31 \| 46 \| — \| — \| 88 \| — \| — \| — \| — \| — \| — \| — \| — \| — \| — \| — \| — \| — \| — \| — \| — \| — \| \| \| \| 2002/03 Итоги \| 2002/03 Итоги \| Эстерсунд \| Эстерсунд \| Эстерсунд \| Поклюка \| Поклюка \| Поклюка \| Осрблье \| Осрблье \| Осрблье \| Оберхоф \| Оберхоф \| Оберхоф \| Рупольдинг \| Рупольдинг \| Рупольдинг \| Рупольдинг \| Антхольц \| Антхольц \| Антхольц \| Лахти \| Лахти \| Холменколлен \| Холменколлен \| Холменколлен \| Эстерсунд \| Эстерсунд \| Эстерсунд \| ЧМ Ханты-Мансийск \| ЧМ Ханты-Мансийск \| ЧМ Ханты-Мансийск \| ЧМ Ханты-Мансийск \| ЧМ Ханты-Мансийск \| \| \| Очков \| Место \| Спр \| Эст \| Пр \| Эст \| Спр \| Пр \| Спр \| Эст \| Пр \| Спр \| Эст \| МС \| Эст \| См \| Спр \| Пр \| Инд \| Эст \| МС \| Спр \| МС \| Эст \| Спр \| Пр \| Спр \| Инд \| Пр \| Спр \| Пр \| Инд \| Эст \| МС \| \| \| — \| — \| — \| — \| — \| — \| — \| — \| — \| — \| — \| — \| — \| — \| — \| — \| — \| — \| — \| — \| — \| — \| — \| — \| 45 \| 48 \| =35 \| 49 \| 34 \| — \| — \| — \| — \| — \| \| В таблице отражены места, занятые спортсменкой на гонках биатлонного сезона. Инд — индивидуальная гонка Пр — гонка преследования Спр — спринт МС — масс-старт Эст — эстафета См — смешанная эстафета Ком — командная гонка DNS — спортсмен был заявлен, но не стартовал DNF — спортсмен стартовал, но не финишировал LAP — спортсмен по ходу гонки (для гонок преследования и масс-стартов) отстал от лидера более чем на круг и был снят с трассы DSQ — спортсмен дисквалифицирован — − спортсмен не участвовал в этой гонке |               |             |             |             |            |            |            |            |            |            |         |         |         |            |            |            |            |          |          |              |              |              |              |              |              |             |           |           |                   |                   |                   |                   |                   |                |
| 2007/08 Итоги | 2007/08 Итоги | Контиолахти | Контиолахти | Контиолахти | Хохфильцен | Хохфильцен | Хохфильцен | Поклюка    | Поклюка    | Поклюка    | Оберхоф | Оберхоф | Оберхоф | Рупольдинг | Рупольдинг | Рупольдинг | Антхольц   | Антхольц | Антхольц | ЧМ Эстерсунд | ЧМ Эстерсунд | ЧМ Эстерсунд | ЧМ Эстерсунд | ЧМ Эстерсунд | ЧМ Эстерсунд | Пхёнчхан    | Пхёнчхан  | Пхёнчхан  | Ханты-Мансийск    | Ханты-Мансийск    | Ханты-Мансийск    | Холменколлен      | Холменколлен      | Холменколлен   |
| Очков | Место         | Инд         | Спр         | Пр          | Спр        | Пр         | Эст        | Инд        | Спр        | Эст        | Эст     | Спр     | МС      | Эст        | Спр        | Пр         | Спр        | Пр       | МС       | Спр          | Пр           | См           | Инд          | МС           | Эст          | Спр         | Пр        | См        | Спр               | Пр                | МС                | Спр               | Пр                | МС             |
| 299 | 20            | 2           | 24          | 32          | 22         | 17         | 2          | 9          | 31         | —          | 3       | 36      | 3       | —          | 31         | 27         | 18         | 14       | 24       | —            | —            | —            | 5            | 19           | 4            | 5           | 11        | —         | —                 | —                 | —                 | —                 | —                 | —              |
| 2006/07 Итоги | 2006/07 Итоги | Эстерсунд   | Эстерсунд   | Эстерсунд   | Хохфильцен | Хохфильцен | Хохфильцен | Хохфильцен | Хохфильцен | Хохфильцен | Оберхоф | Оберхоф | Оберхоф | Рупольдинг | Рупольдинг | Рупольдинг | Поклюка    | Поклюка  | Поклюка  | ЧМ Антхольц  | ЧМ Антхольц  | ЧМ Антхольц  | ЧМ Антхольц  | ЧМ Антхольц  | ЧМ Антхольц  | Лахти       | Лахти     | Лахти     | Холменколлен      | Холменколлен      | Холменколлен      | Ханты-Мансийск    | Ханты-Мансийск    | Ханты-Мансийск |
| Очков | Место         | Инд         | Спр         | Пр          | Спр        | Пр         | Эст        | Инд        | Спр        | Эст        | Эст     | Спр     | Пр      | Эст        | Спр        | МС         | Спр        | Пр       | МС       | Спр          | Пр           | Инд          | См           | Эст          | МС           | Инд         | Спр       | Пр        | Спр               | Пр                | МС                | Спр               | Пр                | МС             |
| 310 | 20            | 46          | 4           | 13          | —          | —          | —          | 30         | 14         | 2          | —       | 13      | 14      | —          | 56         | 26         | 2          | 2        | 5        | 48           | 28           | 22           | —            | —            | 11           | —           | 30        | 32        | 41                | DNS               | 15                | 31                | 31                | 25             |
| 2003/04 Итоги | 2003/04 Итоги | Контиолахти | Контиолахти | Контиолахти | Хохфильцен | Хохфильцен | Хохфильцен | Осрблье    | Осрблье    | Осрблье    | Поклюка | Поклюка | Поклюка | Рупольдинг | Рупольдинг | Рупольдинг | Антхольц   | Антхольц | Антхольц | ЧМ Оберхоф   | ЧМ Оберхоф   | ЧМ Оберхоф   | ЧМ Оберхоф   | ЧМ Оберхоф   | Лэйк-Плэсид  | Лэйк-Плэсид | Форт-Кент | Форт-Кент | Форт-Кент         | Холменколлен      | Холменколлен      | Холменколлен      |                   |                |
| Очков | Место         | Спр         | Эст         | Пр          | Спр        | Эст        | Пр         | Инд        | Спр        | Пр         | Спр     | Пр      | МС      | Эст        | Спр        | Пр         | Инд        | Спр      | МС       | Спр          | Пр           | Инд          | Эст          | МС           | Спр          | Пр          | Спр       | Пр        | МС                | Спр               | Пр                | МС                |                   |                |
| 1 | 77            | 82          | —           | —           | 71         | —          | —          | 34         | 30         | 31         | 31      | 46      | —       | —          | 88         | —          | —          | —        | —        | —            | —            | —            | —            | —            | —            | —           | —         | —         | —                 | —                 | —                 | —                 |                   |                |
| 2002/03 Итоги | 2002/03 Итоги | Эстерсунд   | Эстерсунд   | Эстерсунд   | Поклюка    | Поклюка    | Поклюка    | Осрблье    | Осрблье    | Осрблье    | Оберхоф | Оберхоф | Оберхоф | Рупольдинг | Рупольдинг | Рупольдинг | Рупольдинг | Антхольц | Антхольц | Антхольц     | Лахти        | Лахти        | Холменколлен | Холменколлен | Холменколлен | Эстерсунд   | Эстерсунд | Эстерсунд | ЧМ Ханты-Мансийск | ЧМ Ханты-Мансийск | ЧМ Ханты-Мансийск | ЧМ Ханты-Мансийск | ЧМ Ханты-Мансийск |                |
| Очков | Место         | Спр         | Эст         | Пр          | Эст        | Спр        | Пр         | Спр        | Эст        | Пр         | Спр     | Эст     | МС      | Эст        | См         | Спр        | Пр         | Инд      | Эст      | МС           | Спр          | МС           | Эст          | Спр          | Пр           | Спр         | Инд       | Пр        | Спр               | Пр                | Инд               | Эст               | МС                |                |
| — | —             | —           | —           | —           | —          | —          | —          | —          | —          | —          | —       | —       | —       | —          | —          | —          | —          | —        | —        | —            | —            | —            | —            | 45           | 48           | =35         | 49        | 34        | —                 | —                 | —                 | —                 | —                 |                |